# Rivals of Aether
Rivals of Aether est un jeu vidéo de combat développé et édité par Dan Fornace, sorti en 2017 sur Windows. Il est sorti un peu plus tard la même année sur Xbox One et en 2020 sur Nintendo Switch.

## Accueil
- Canard PC : 8/10[1]
- Destructoid : 9/10[2]